# Helmut Heinrichs
Helmut Heinrichs (* 13. Januar 1928; † 24. Juli 2017) war ein deutscher Richter; von 1981 bis zu seiner Pensionierung im Jahr 1992 war er Präsident des Hanseatischen Oberlandesgerichtes in Bremen.
Heinrichs studierte in Kiel Rechtswissenschaften und absolvierte sein Referendariat in Bremen. Nach dem 2. Staatsexamen trat er hier 1956 in den höheren Justizdienst ein und war – unterbrochen von einer zweijährigen Abordnung zum Senator für Justiz – am Landgericht Bremen tätig. 1967 erfolgte an der Universität Köln aufgrund der Dissertation „Die Rechtslehre Friedrich Julius Stahls“ die Promotion zum Dr. jur. 1965 wurde Heinrichs zum Oberlandesgerichtsrat am Hanseatische Oberlandesgericht in Bremen und 1973 zum Präsidenten des Landgerichts ernannt. 1981 folgte die Ernennung zum Präsidenten des Hanseatischen Oberlandesgerichtes in Bremen.
Neben seiner Richtertätigkeit wurde Heinrichs auch wissenschaftlich tätig. Die Universität Bremen ernannte ihn zum Honorarprofessor für Bürgerliches Recht und Wirtschaftsrecht.
Der Öffentlichkeit bekannt wurde Heinrichs vor allem durch seine Mitarbeit an dem im Verlag C. H. Beck erscheinenden Palandt, einem Kommentar zum Bürgerlichen Gesetzbuch. Von ihm wurden in über 40 Auflagen von 1969 bis 2008 die Abschnitte zum Allgemeinen Teil und zum Allgemeinen Schuldrecht kommentiert. Von 1982 bis 1991 war Heinrichs Mitglied der Sachverständigenkommission zur Reform des Schuldrechts.